# Supercopa de Catalunya de futbol de 2019
La Supercopa de Catalunya de futbol 2019 havia de ser la 5a edició de la Supercopa de Catalunya, una competició futbolística que enfronta els dos millors equips catalans de la lliga espanyola.
En aquest cas, l'havien de disputar a partit únic el FC Barcelona i el RCD Espanyol, però finalment va ser suspesa per la COVID-19.